# Онгуме
Онгуме (фр. Angoumé, оксит. En Gomèr) насеље је и општина у југозападној Француској у региону Аквитанија, у департману Ланд која припада префектури Дакс.
По подацима из 2011. године у општини је живело 296 становника, а густина насељености је износила 37,8 становника/km². Општина се простире на површини од 7,83 km². Налази се на средњој надморској висини од 56 метара (максималној 57 m, а минималној 2 m).

## Демографија
| 1962. | 1968. | 1975. | 1982. | 1990. | 1999. | 2011. |
| ----- | ----- | ----- | ----- | ----- | ----- | ----- |
| 134   | 136   | 111   | 118   | 103   | 179   | 296   |

График промене броја становника у току последњих година